# Eulenspiegel (журнал)
«Ойленшпигель» (нем. Eulenspiegel) — иллюстрированный литературно-художественный журнал сатиры и юмора, издававшийся в Германской Демократической Республике (ГДР) и выходящий в объединённой Германии.

## История
Является преемником сатирического издания «Frischer Wind», издававшегося с 1946 года, главным редактором которого вначале был журналист Лекс Энде, затем (с 1949 года) — Вальтер Хайновски. В 1954 году журнал стал называться «Eulenspiegel», после того, как журнал аналогичного профиля с почти таким же названием (Ulenspiegel) прекратил издаваться в 1950 году.
Почти в каждом номере были рисунки карикатуристов Луиса Раувольфа и Хенри Бюттнера.
До 1972 года Eulenspiegel выходил в издательстве Eulenspiegel Verlag, также основанном в 1954 году. В 1950—1960-е гг. также выходило приложение к журналу — Taschen-Eulenspiegel («Карманный Ойленшпигель»), где публиковались рассказы и карикатуры на определённую тему (культура, спорт, дети, молодёжь и т. д.)
Это был единственный сатирический журнал в Германской Демократической Республике. Спрос на него превышал тираж, который составлял 500 тысяч экземпляров.
Материалы журнала, как рассказал бывший пан Ведущий (Александр Белявский) популярной телепередачи «Кабачок 13 стульев», использовались в этой телепередаче, например, оттуда была взята пани Моника.
Один из трёх журналов ГДР, переживший объединение Германии (1990). Сейчас выходит ежемесячно на 68 страницах.

## Некоторые рубрики
- Foto Morgana — фотографии с подписями
- Gemüsegarten («Огород») — небольшие заметки, стихи, карикатуры
- Gesucht und gefunden («Искали и нашли») — карикатуры иностранных художников
- Leser machen mit («Читатели делают с нами») — конкурс среди читателей на лучшую подпись к карикатуре